# Tamba carneotincta
Tamba carneotincta är en fjärilsart som beskrevs av George Francis Hampson 1926. Tamba carneotincta ingår i släktet Tamba och familjen nattflyn. Inga underarter finns listade i Catalogue of Life.